# Montrose, Missouri
Montrose är en ort i Henry County i delstaten Missouri, USA.